# Ernie Adams (cầu thủ bóng đá, sinh 1922)
Ernest William Adams (3 tháng 4 năm 1922 – tháng 9 năm 2009) là một cầu thủ bóng đá người Anh thi đấu ở Football League cho Queens Park Rangers ở vị trí tiền đạo.